# Belyaev (månekrater)
Belyaev er et nedslagskrater på Månen. Det befinder sig på Månens bagside og er opkaldt efter den sovjetiske kosmonaut Pavel I. Belyaev (1925 – 1970).
Navnet blev officielt tildelt af den Internationale Astronomiske Union (IAU) i 1970. 

## Omgivelser
Belyaevkrateret er forbundet med den ydre rand af Mare Moscoviense.

## Karakteristika
Dette er et nedslidt krater, som har et lille kraterpar liggende over den sydlige rand, og hvor der ligger adskillige mindre kratere over den ret irregulære indre kraterbund.

## Satellitkratere
De kratere, som kaldes satellitter, er små kratere beliggende i eller nær hovedkrateret. Deres dannelse er sædvanligvis sket uafhængigt af dette, men de får samme navn som hovedkrateret med tilføjelse af et stort bogstav. På kort over Månen er det en konvention at identificere dem ved at placere dette bogstav på den side af satellitkraterets midte, som ligger nærmest hovedkrateret. Belyaevkrateret har følgende satellitkratere:
| Belyaev | Længde  | Bredde   | Diameter |
| ------- | ------- | -------- | -------- |
| Q       | 20,6° N | 139,4° Ø | 50 km    |

## Måneatlas
- Billeder af Belyaevkrateret i LPI-måneatlasset